# سیارک ۲۳۲۳۲
سیارک ۲۳۲۳۲ (به انگلیسی: 23232 Buschur، نامگذاری:2000WU59) بیست و سه هزار و دویست و سی و دومین سیارک کشف شده‌است که در ۲۱ نوامبر ۲۰۰۰ کشف شد.
قدر مطلق سیارک برابر ۱۸.۶ است.